# وشمة (فلم)
وشمة فيلم مغربي من إنتاج سنة 1970، من إخراج وكتابة حميد بناني، وبطولة عبد القادر مطاع إلى جانب محمد الكغاط ومجموعة من الممثلين المغاربة المميزين. أغلب متتبعي السينما المغربية يعتبرون هذا الفيلم هو البداية الحقيقية للسينما المغربية، عبر أحداث ومشاكل اجتماعية تقابل مجموعة من الشخصيات بإحدى البوادي المغربية.

## ملخص
تمرد داخلي للشاب مسعود، المضطهَد على حد سواء من بيئة عائلته ومن المجتمع المتصلب، سوف يسير تدريجياً إلى طريق الجنوح الذي سيقوده إلى نهاية مأساوية...

## جوائز
- أيام قرطاج السينمائية 1970 (التانيت البرونزي)
- دمشق 1970
- مانهايم 1970
- هييير 1970

## روابط خارجية
- مقالات تستعمل روابط فنية بلا صلة مع ويكي بيانات